# 叠裂翠雀花
叠裂翠雀花（学名：Delphinium nordhagenii）是毛茛科翠雀属的植物。分布于巴基斯坦以及中国大陆的西藏等地，生长于海拔4,900米至5,500米的地区，多生长于多石砾山坡，目前尚未由人工引种栽培。

## 异名
- Delphinium nordhagenii Wendelbo var. acutidentatum W. T. Wang